# Beatrice d'Ungheria (1290-1343)

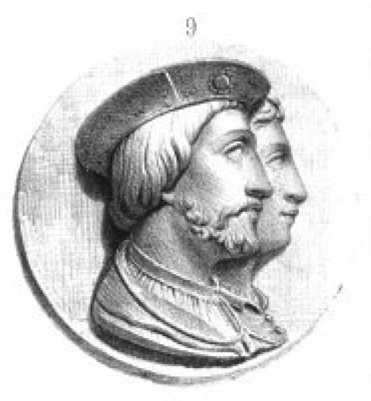
Beatrice con il marito Giovanni II del Viennois.

Beatrice d'Ungheria (Napoli, 1290 – Grenoble, 1343) è stata una principessa francese, che fu signora consorte de la Tour-du-Pin e delfina consorte del Viennois e contessa consorte di Albon.

## Origine
Beatrice, secondo il De Allobrogibus libri novem, era figlia del Principe di Salerno e Re titolare d'Ungheria, Carlo Martello d'Angiò e di Clemenza d'Asburgo, che, secondo gli Annales Colmarienses Maiores era figlia del Rex Romanorum, conte d'Asburgo, Conte di Kyburg, langravio di Thurgau e conte di Löwenstein, Rodolfo I d'Asburgo e di Gertrude di Hohenberg.
Carlo Martello d'Angiò, secondo il Chronicon Dubnicense era il figlio primogenito del sovrano del Regno di Napoli, principe di Salerno, conte d'Angiò e del Maine, conte di Provenza e di Forcalquier, principe di Taranto, re d'Albania, principe d'Acaia e re titolare di Gerusalemme, Carlo II lo Zoppo e di Maria d'Ungheria, figlia del re d'Ungheria Stefano V e della regina Elisabetta dei Cumani. Beatrice era quindi sorella di Carlo Roberto, che divenne Re d'Ungheria e di Clemenza, che divenne Regina di Francia sposando a Parigi Luigi X di Francia.

## Biografia
All'età di 8 anni, nel 1298, Beatrice, secondo il De Allobrogibus libri novem, fu data in moglie al barone de la Tour-du-Pin e delfino del Viennois e conte di Albon, Giovanni II de la Tour-du-Pin, che, secondo il De Allobrogibus libri novem, era il figlio primogenito del signore di Coligny, barone de la Tour-du-Pin e delfino del Viennois e conte di Albon Umberto I (1240 c.a. – 1307) e della delfina del Viennois e contessa di Albon, contessa di Grenoble, di Oisans, di Briançon,  di Embrun e di Gap, Anna di Borgogna (1255 – 1299), che ancora secondo il De Allobrogibus libri novem, era la figlia femmina primogenito del delfino del Viennois e conte di Albon, conte di Grenoble, di Oisans, di Briançon, di Embrun e di Gap, Ghigo VII e della Signora di Faucigny, Beatrice, che, secondo il documento n° 407 del Peter der Zweite Graf von Savoyen, Markgraf in Italien, sein Haus und seine Lande, dello storico, Ludwig Wurstenberger, era l'unica figlia del Conte di Savoia, Conte di Richmond e Lord guardiano dei cinque porti, Pietro II e, come ci conferma il documento n° 583 del Peter der Zweite Graf von Savoyen, Markgraf in Italien, sein Haus und seine Lande, dello storico, Ludwig Wurstenberger, della Signora di Faucigny, Agnese, che era la figlia primogenita di Aimone II, signore di Faucigny (discendente dai Signori di Faucigny e dai Conti di Ginevra) e della moglie di cui non si conoscono né il nome né gli ascendenti. Il contratto di matrimonio era stato redatto a Napoli il 25 maggio 1296, come ci viene confermato dal documento n° LXXIV della Histoire de Dauphiné et des princes.
Beatrice portò in dote tre territori provenzali, dono di suo nonno, Carlo lo Zoppo, che, oltre che essere sovrano del Regno di Napoli, tra gli altri titoli, era anche conte di Provenza e di Forcalquier.
Suo marito, Giovanni II (Dom. Joannes Dalphinus Viennensis et Albonis comes, dominusque de Turre), il 26 agosto 1318, fece testamento indicando il suo figlio primogenito, Ghigo (filium suum Guigonem Dalphini), suo erede universale, citando anche i secondo figlio, Umberto (filium suum Humbertum fratrem dict. Guigonis), designando il fratello, Enrico, tutore dei figli, e disponendo di voler essere sepolto nella cappella dei Delfini nella chiesa di Sant'Andrea a Grenoble (ecclesia Beati Andreæ Gratianop. capella Dalphinali).
Nel febbraio seguente Giovanni aggiunse tre codicilli a favore della figlia, Caterina (filiam suam Katharinam), del fratellastro, Guglielmo (Guillelmo spurio fratri suo), e del nipote illegittimo, Enrico di Dreins (Henricum de Drenis nepotem suum).
Suo marito Giovanni II, secondo il De Allobrogibus libri novem, morì il 5 marzo 1319 a Pont de Sorgues, durante il viaggio di ritorno da una visita alla corte pontificia di Avignone, di Giovanni XXII; fu sepolto, secondo la sua volontà, accanto all'altare maggiore, nella chiesa di Sant'Andrea a Grenoble.
Gli succedette, sempre secondo le sue volontà, il primogenito, Ghigo, ancora minorenne, sotto la reggenza dello zio paterno, Enrico, vescovo di Metz.
Dopo la morte del marito, Beatrice si fece suora ritirandosi a Cîteaux, dove rimase fino al 1340 quando si trasferì nell'Abbazia des Ayes. Il figlio fondò per lei il convento di Saint-Just dans le Royannais, dove ella morì nel 1343.

## Figli
Beatrice a Giovanni diede tre figli:
- Ghigo (1309  –  1333), Delfino del Viennois con il nome di Ghigo VIII[11];
- Umberto[11] (1312  –  1355), Delfino del Viennois con il nome di Umberto II, come ci conferma la Bibliotheca sebusiana[15];
- Caterina († dopo il febbraio 1319,, citata nel codicillo del testamento del padre[10].

## Ascendenza
|                        |                      |                         | Genitori                           |  |  | Nonni |  |  | Bisnonni        |  |  | Trisnonni             |  |
|                        |                      |                         |                                    |  |  |       |  |  | Carlo I d'Angiò |  |  | Luigi VIII di Francia |  |
|                        |                      |                         |                                    |  |  |       |  |  | Carlo I d'Angiò |  |  | Luigi VIII di Francia |  |
|                        |                      | Bianca di Castiglia     |                                    |  |  |       |  |  | Carlo I d'Angiò |  |  |                       |  |
| Carlo II di Napoli     |                      |                         |                                    |  |  |       |  |  | Carlo I d'Angiò |  |  |                       |  |
|                        |                      | Beatrice di Provenza    | Raimondo Berengario IV di Provenza |  |  |       |  |  |                 |  |  |                       |  |
|                        |                      | Beatrice di Provenza    | Raimondo Berengario IV di Provenza |  |  |       |  |  |                 |  |  |                       |  |
|                        |                      | Beatrice di Provenza    | Beatrice di Savoia                 |  |  |       |  |  |                 |  |  |                       |  |
| Carlo Martello d'Angiò |                      | Beatrice di Provenza    |                                    |  |  |       |  |  |                 |  |  |                       |  |
|                        |                      | Stefano V d'Ungheria    | Béla IV d'Ungheria                 |  |  |       |  |  |                 |  |  |                       |  |
|                        |                      | Stefano V d'Ungheria    | Béla IV d'Ungheria                 |  |  |       |  |  |                 |  |  |                       |  |
|                        |                      | Stefano V d'Ungheria    | Maria Lascaris di Nicea            |  |  |       |  |  |                 |  |  |                       |  |
| Maria d'Ungheria       |                      | Stefano V d'Ungheria    |                                    |  |  |       |  |  |                 |  |  |                       |  |
|                        |                      | Elisabetta dei Cumani   | Köten                              |  |  |       |  |  |                 |  |  |                       |  |
|                        |                      | Elisabetta dei Cumani   | Köten                              |  |  |       |  |  |                 |  |  |                       |  |
|                        |                      | Elisabetta dei Cumani   | Mstislawna                         |  |  |       |  |  |                 |  |  |                       |  |
| Beatrice d'Ungheria    |                      | Elisabetta dei Cumani   |                                    |  |  |       |  |  |                 |  |  |                       |  |
|                        | Alberto IV il Saggio | Rodolfo il Vecchio      |                                    |  |  |       |  |  |                 |  |  |                       |  |
|                        | Alberto IV il Saggio | Rodolfo il Vecchio      |                                    |  |  |       |  |  |                 |  |  |                       |  |
|                        | Alberto IV il Saggio | Agnese di Staufen       |                                    |  |  |       |  |  |                 |  |  |                       |  |
| Rodolfo I d'Asburgo    | Alberto IV il Saggio |                         |                                    |  |  |       |  |  |                 |  |  |                       |  |
|                        |                      | Edvige di Kyburg        | Ulrico di Kyburg                   |  |  |       |  |  |                 |  |  |                       |  |
|                        |                      | Edvige di Kyburg        | Ulrico di Kyburg                   |  |  |       |  |  |                 |  |  |                       |  |
|                        |                      | Edvige di Kyburg        | ?                                  |  |  |       |  |  |                 |  |  |                       |  |
| Clemenza d'Asburgo     |                      | Edvige di Kyburg        |                                    |  |  |       |  |  |                 |  |  |                       |  |
|                        |                      | Burcardo V di Hohenberg | Burcardo IV di Hohenberg           |  |  |       |  |  |                 |  |  |                       |  |
|                        |                      | Burcardo V di Hohenberg | Burcardo IV di Hohenberg           |  |  |       |  |  |                 |  |  |                       |  |
|                        |                      | Burcardo V di Hohenberg | Valpurga di Aichelberg             |  |  |       |  |  |                 |  |  |                       |  |
| Gertrude di Hohenberg  |                      | Burcardo V di Hohenberg |                                    |  |  |       |  |  |                 |  |  |                       |  |
|                        |                      | Matilde di Tubinga      | Rodolfo II di Tubinga              |  |  |       |  |  |                 |  |  |                       |  |
|                        |                      | Matilde di Tubinga      | Rodolfo II di Tubinga              |  |  |       |  |  |                 |  |  |                       |  |
|                        |                      | Matilde di Tubinga      | ? di Ronsberg                      |  |  |       |  |  |                 |  |  |                       |  |
|                        |                      | Matilde di Tubinga      |                                    |  |  |       |  |  |                 |  |  |                       |  |

### Fonti primarie
- (LA)  De Allobrogibus libri novem.
- (LA)  Peter der Zweite Graf von Savoyen, Markgraf in Italien, sein Haus und seine Lande.
- (LA)  Histoire de Dauphiné et des princes qui ont porté le nom de dauphins.
- (LA)  Chronicon Dubnicense.
- (LA)  Monumenta Germaniae Historica, Scriptores, tomus XVII.
- (LA)  Bibliotheca sebusiana.
- (LA, FR)  Histoire de Dauphiné et des princes, tome I.
- (LA, FR)  Histoire de Dauphiné et des princes, Tome II.

### Letteratura storiografica
- (FR)  Histoire generale de Dauphiné. Par Nicolas Chorier